# Кулиш, Игорь Михайлович
И́горь Миха́йлович Кули́ш (27 июня 1964) — советский футболист, вратарь.

## Карьера
В 1981 году провёл 13 матчей за новороссийский «Цемент». С 1982 по 1983 год был в составе «Кубани», однако на поле не выходил. В сезоне 1987 сначала выступал за майкопскую «Дружбу», затем вернулся в «Кубань» где и доиграл сезон, проведя 5 встреч, в которых пропустил 3 мяча, и став чемпионом РСФСР.
В 1988 году сыграл за «Кубань» 27 матчей в первенстве и 2 поединка (пропустил 1 гол) провёл в Кубке СССР. В 1989 году снова выступал за «Дружбу», принял участие в 25 встречах команды. В сезоне 1991/92 защищал цвета пловдивского «Ботева», в составе которого сыграл 15 матчей в Высшей лиге Болгарии.

## Достижения
- Чемпион РСФСР: 1987